# Barurejo (Siliragung)
Barurejo is een bestuurslaag in het regentschap Banyuwangi van de provincie Oost-Java, Indonesië. Barurejo telt 14.548 inwoners (volkstelling 2010).